# One Way Ryō Omoi
«One Way Ryou Omoi» (ワン ウェイ 両 想い?) es el segundo sencillo de la serie Kampfer lanzado al mercado el día 11 de noviembre del año 2009.

## Detalles
Este fue el noveno sencillo de la cantante y seiyū japonesa Megumi Nakajima donde aparece bajo el rol de Sakura Kaede, junto con la participación de la seiyuu Marina Inoue como Seno Natsuru. 
En este sencillo se presentan las canciones One Way Ryou Omoi utilizada como canción de cierre para la serie Kampfer, la segunda pista es Tatakae☆Mora Rhythm y la última es One Way Ryou Omoi -unstoppable delusion ≒ impulse-, que es un remix de la canción One Way Ryou Omoi arreglado por Fujita xxyoshixx Yoshihisa. 
Los arreglos el primer track fueron hechos por Takahiro Ando y los del segundo por Akira Takada.
Lista de canciones (LACM-4662)

| N.º   | Título | Letras       | Música           | Vocalistas                                                   | Duración |  |
| 1.    | «One Way Ryou Omoi (ワンウェイ両想い?)»                                                                   | Saori Kodama | Tashiro Tomokazu | Megumi Nakajima = Sakura Kaede & Marina Inoue = Seno Natsuru | 3:43     |  |
| 2.    | «Tatakae☆Mora Rhythm (タタカエ☆モラリズム?)»                                                              | Saori Kodama | Tashiro Tomokazu | Megumi Nakajima = Sakura Kaede & Marina Inoue = Seno Natsuru | 4:05     |  |
| 3.    | «One Way Ryou Omoi -unstoppable delusion ≒ impulse- (ワンウェイ両想い -unstoppable delusion ≒ impulse-?)» |              |                  | Megumi Nakajima = Sakura Kaede & Marina Inoue = Seno Natsuru | 7:23     |  |
| 4.    | «One Way Ryou Omoi (instrumental)»                                                                        |              | Tashiro Tomokazu |                                                              | 3:40     |  |
| 18:51 | |              |                  |                                                              |          |  |